# Наргес Мохаммаді
Наргес Мохаммаді (перс. نرگس صفیه محمدی, 21 квітня 1972, Зенджан, Іран) — іранська науковиця і правозахисниця, лавреат Нобелівської премії, борець за права жінок. Віцепрезидент Центру захисників прав людини (DHRC), який очолює лауреат Нобелівської премії миру Ширін Ебаді.
Прихильниця масової феміністичної громадянської непокори шляхом відмови від носіння хіджабу в Ірані, затятий критик програми хіджабу і цнотливості 2023 року. У травні 2016 року її було засуджено в Тегерані до 16 років ув'язнення за створення і керівництво «правозахисним рухом, який виступає за скасування смертної кари». У 2020 році вона була звільнена, але в 2021 році повернулася до в'язниці, де відтоді повідомляла про знущання з затриманими жінками.
У жовтні 2023 року, перебуваючи у в'язниці, вона була нагороджена Нобелівською премією миру 2023 року «за боротьбу проти гноблення жінок в Ірані та за просування прав людини і свободи для всіх».

## Історія
Мохаммаді народилася 21 квітня 1972 року в Занджані, Іран, і виросла в Корве, Кереджі та Ошнавіесі. Вона навчалася в Міжнародному університеті ім. Імама Хомейні, де отримала ступінь з фізики, і стала професійним інженером. Під час навчання в університеті вона писала статті на підтримку прав жінок у студентській газеті та була заарештована на двох засіданнях політичної студентської групи Tashakkol Daaneshjuyi Roshangaraan («Просвітницька студентська група») Вона також була активною в альпіністській групі, але пізніше їй заборонили брати участь у сходженнях через її політичну діяльність.
Мохаммаді після закінчення університету почала працювати журналістом у кількох реформістських газетах і опублікувала книгу політичних есе під назвою «Реформи, стратегія і тактика».
В 2003 році вона приєдналася до Центру захисників прав людини, очолюваного лауреатом Нобелівської премії миру Ширін Ебаді, пізніше вона стала віце-президентом організації.

### Ув'язнення
Вперше Мохаммаді була заарештована у 1998 році за критику іранського уряду і провела рік у в'язниці. У квітні 2010 року її викликали до Ісламського революційного суду за членство в DHRC. Її ненадовго звільнили під заставу в 50 000 доларів США, але через кілька днів знову заарештували і помістили у в'язницю Евін. Під час ув'язнення стан здоров'я Мохаммаді погіршився, і у неї розвинулася хвороба, схожа на епілепсію, через яку вона періодично втрачала контроль над м'язами. Через місяць її звільнили і дозволили відвідувати лікарню.
У липні 2011 року Мохаммаді знову притягнули до кримінальної відповідальності і визнали винною в «діях проти національної безпеки, членстві в DHRC і пропаганді проти режиму». У вересні 2011 її засудили до 11 років ув'язнення. Мохаммаді заявила, що дізналася про вирок лише від своїх адвокатів і, що їй «видали безпрецедентне рішення суду на 23 сторінках, в якому мою правозахисну діяльність неодноразово порівнювали зі спробами повалення режиму». У березні 2012 року вирок був залишений у силі апеляційним судом, хоча і скорочений до шести років. 26 квітня 2012 року вона була заарештована для початку відбування покарання.
Вирок був опротестований Міністерством закордонних справ Великої Британії, яке назвало його «ще одним сумним прикладом спроб іранської влади змусити замовкнути відважних правозахисників». Міжнародна амністія визнала її в'язнем сумління і закликала до її негайного звільнення. Репортери без кордонів опублікували звернення від імені Мохаммаді в дев'яту річницю смерті фотографа Захри Каземі у в'язниці «Евін», заявивши, що Мохаммаді є ув'язненою, чиє життя перебуває в «особливій небезпеці».
У липні 2012 року міжнародна група законодавців закликала до її звільнення, зокрема сенатор США Марк Кірк, колишній генеральний прокурор Канади Ірвін Котлер, член парламенту Великої Британії Денис МакШейн, член парламенту Австралії Майкл Денбі, член парламенту Італії Фіамма Ніренштейн та член парламенту Литви Емануеліс Зінгеріс.
31 липня 2012 року Мохаммаді була звільнений з в'язниці.
31 жовтня 2014 року Мохаммаді виступила з промовою на могилі Саттара Бехешті, заявивши: «Як так сталося, що члени парламенту пропонують План просування чеснот і запобігання пороку, але ніхто не висловився два роки тому, коли невинна людина на ім'я Саттар Бехешті померла під тортурами в руках свого слідчого?» Незважаючи на акт надзвичайного насильства над Бехешті, який викликав міжнародний резонанс ще в 2012 році, його справа досі викликає питання, а в'язниця «Евін» досі є свідком катувань і несправедливих арештів правозахисників. Відеозапис промови Мохаммаді від 31 жовтня швидко поширився в соціальних мережах, після чого її викликали до суду у в'язниці Евін. «У повістці, яку я отримала 5 листопада 2014 року, сказано, що я повинна з'явитися „за звинуваченнями“, але немає ніяких подальших пояснень щодо цих звинувачень», — заявила вона.
5 травня 2015 року Мохаммаді знову заарештували за новими звинуваченнями. 15-те відділення Революційного суду засудило її до десяти років ув'язнення за звинуваченням у «створенні нелегальної групи» для Legam (покрокова кампанія за скасування смертної кари), п'яти років за «збори та змову проти національної безпеки», одного року за «пропаганду проти системи» за її інтерв'ю міжнародним ЗМІ та зустріч у березні 2014 року з тодішнім Верховним представником ЄС із закордонних справ і політики безпеки Кетрін Ештон.
У січні 2019 року Мохаммаді розпочала голодування разом із затриманою британо-іранською громадянкою Назанін Загарі-Раткліфф у тегеранській в'язниці «Евін» на знак протесту проти відмови в доступі до медичної допомоги.
8 жовтня 2020 року Мохаммаді була звільнена з в'язниці.
27 лютого 2021 року вона опублікувала відео в соціальних мережах, в якому пояснила, що в грудні її двічі викликали до суду у справі, яка була відкрита проти неї, коли вона ще перебувала у в'язниці. Мохаммаді заявила, що відмовляється з'являтися в суді і не підкорятиметься будь-яким судовим рішенням. У відео вона розповідає про сексуальне насильство і жорстоке поводження, якого зазнала вона сама та інші жінки у в'язницях, і стверджує, що влада досі не відреагувала на скаргу, яку вона подала 24 грудня з цього приводу. Нова справа, порушена проти неї, стосується сидячого страйку, влаштованого жінками-політв'язнями у в'язниці «Евін» на знак протесту проти вбивств і арештів протестувальників силами безпеки в листопаді 2019 року.

У березні 2021 року Мохаммаді написала передмову до Щорічної доповіді Іранської організації з прав людини про смертну кару в Ірані. Вона написала: 
«Страта таких людей, як Навід Афкарі та Рухоллах Зам минулого року, була найбільш неоднозначною стратою в Ірані. Винесення смертного вироку Ахмадрезі Джалалі є одним з найбільш помилкових вироків, і причини винесення цих смертних вироків повинні бути ретельно вивчені. Ці люди були засуджені до смертної кари після того, як їх утримували в одиночній камері і піддавали жахливим психологічним і психічним тортурам, тому я не вважаю судовий процес чесним і справедливим; я бачу утримання підсудних в одиночній камері, примушування їх до неправдивих і фальшивих зізнань, які використовуються як ключові докази при винесенні цих вироків. Ось чому я особливо стурбована нещодавніми арештами в Систані, Белуджистані та Курдистані і сподіваюся, що організації, які виступають проти смертної кари, звернуть особливу увагу на затриманих, оскільки я боюся, що ми зіткнемося з новою хвилею страт протягом наступного року».
У травні 2021 року відділення 1188 Кримінального суду номер два в Тегерані засудило Мохаммаді до двох з половиною років ув'язнення, 80 ударів батогом і двох окремих штрафів за звинуваченнями, серед яких «поширення пропаганди проти системи». Через чотири місяці вона отримала повістку про початок відбування цього покарання, але не відповіла на неї, оскільки вважала вирок несправедливим.
16 листопада 2021 року Мохаммаді була заарештована в Кереджі, провінція Альборз, під час відвідування меморіалу Ебрагіма Кетабдара, який був убитий іранськими силами безпеки під час загальнонаціональних протестів у листопаді 2019 року. Її арешт був засуджений, як свавільний Amnesty International та Міжнародною федерацією з прав людини.
У грудні 2022 року, під час протестів, викликаних смертю під час ув'язнення Махси Аміні, Нарджес Мохаммаді у звіті, опублікованому BBC, детально описала сексуальне та фізичне насильство над затриманими жінками. У січні 2023 року вона зробила репортаж з в'язниці, в якому детально описала умови утримання жінок у в'язниці Евін, включно зі списком 58 ув'язнених, а також процес допитів і тортур, через які вони пройшли. 57 з цих жінок загалом провели 8350 днів в одиночній камері. 56 з них засуджені до 3300 місяців ув'язнення загалом.
Мохаммаді була відвертою критиком одиночного ув'язнення, назвавши його «Білими тортурами» у своїй однойменній книзі 2022 року. «Я ще раз заявляю, що це жорстоке і нелюдське покарання», — пише Мохаммаді про одиночне ув'язнення у книзі «Білі тортури», яка включає інтерв'ю з дванадцятьма іншими іранськими жінками-ув'язненими. «Я не заспокоюся, поки його не скасують».
У вересні 2023 року вона підтримала Мехді Яррахі після його арешту за протестну пісню Roosarito.
18 грудня 2023 року влада Ірану завела нову кримінальну справу проти Мохаммаді.

## Особисте життя
У 1999 році вона вийшла заміж за свого колегу, журналіста, що виступав за реформи, Тагі Рахмані, якого невдовзі вперше заарештували.
2012 року її чоловік Рахмані переїхав до Франції після відбуття 14 років тюремного ув'язнення, тоді, як Мохаммаді залишилася, щоб продовжувати свою правозахисну діяльність. У Мохаммаді та Рахмані є діти-близнюки.